# Julia Ziffer
Julia Ziffer (* 1975) ist eine deutsche Synchronsprecherin und Hörspielsprecherin.

## Leben
Julia Ziffer ist die Tochter der Schauspieler Wolfgang Ziffer und Edeltraut Elsner. Sie wuchs in das Berufsfeld einer Synchronsprecherin hinein. Erfahrungen als Schauspielerin hat sie durch kleinere Gastrollen, etwa durch einen Auftritt in der Fernsehserie Berliner Weiße mit Schuß. In der Serie Das Traumschiff spielte sie 1990 eine Hauptrolle (Episode New Orleans).
Ziffer lieh ihre Stimme dem Mädchen Georgina „George“ Kirrin in den Folgen 22–29 der EUROPA-Hörspielserie Fünf Freunde. Bei Wendy spricht sie seit 1994 die Rolle der Bianca; von 1997 bis 2020 lieh sie der Moni bei Bibi Blocksberg ihre Stimme.

## Sprechrollen (Auswahl)
Ayumi Fujimura
- 2007: The Garden of Sinners – Mordverdacht – Teil 1 als Azaka Kokutou
- 2008: The Garden of Sinners – Paradoxe Helix als Azaka Kokutou
- 2009: The Garden of Sinners – Mordverdacht – Teil 2 als Azaka Kokutou

Mayumi Shou
- 1989: Dragon Ball Z – Die Todeszone des Garlic Jr. als Chichi
- 1989–1993: Dragon Ball Z (Fernsehserie) als Chichi
- 1990: Dragon Ball Z – Der Stärkste auf Erden als Chichi
- 1991: Dragon Ball Z – The Movie: Super-Saiyajin Son-Goku als Chichi
- 1992: Dragon Ball Z – Angriff der Cyborgs als Chichi
- 1993: Dragon Ball Z – The Movie: Der legendäre Super-Saiyajin als Chichi

Mena Suvari
- 1999: American Beauty als Angela Hayes
- 1999: Die Amerikanische Jungfrau als Katrina
- 2000: Loser – Auch Verlierer haben Glück als Dora Diamond
- 2005: Domino als Kimmie
- 2005: Wo die Liebe hinfällt als Annie Huttinger

Naoko Watanabe
- 1991: Dragon Ball Z – Rache für Freezer als Chichi
- 1991–2015: Dragon Ball Z (Fernsehserie) als Chichi
- 1993: Dragon Ball Z – Die Geschichte von Trunks als Chichi
- 1995: Dragon Ball Z – Der Film, Teil 1 als Chichi

### Filme
- 1996: Carpool – Mit dem Gangster auf der Flucht – Rachael Leigh Cook als Kayla
- 1998: Der Pferdeflüsterer – Scarlett Johansson als Grace MacLean
- 1999: Durchgeknallt – Girl, Interrupted – Clea DuVall als Georgina Tuskin
- 2000: Maybe Baby – Sex nach Plan – Rachael Stirling als Joanna
- 2000: Unbreakable – Unzerbrechlich – Michaelia Carroll als Babysitter
- 2000: The Beach – Saskia Mulder als Hilda
- 2001: Jin-Roh – Sumi Mutou als Kei Amemiya
- 2001: Pearl Harbor – Jaime King als Betty
- 2002: Not a Girl – Crossroads – Britney Spears als Lucy Wagner
- 2003: Dumm und dümmerer – Teal Redmann als Terry
- 2003: 2 Fast 2 Furious – Devon Aoki als Suki
- 2004: Voll auf die Nüsse – Julie Gonzalo als Amber
- 2004: Girls Club – Vorsicht bissig! – Lacey Chabert als Gretchen Wieners
- 2005: Neon Genesis Evangelion: Death & Rebirth – Yuuko Miyamura als Asuka Langley Soryu
- 2005: Neon Genesis Evangelion: The End of Evangelion – Yuuko Miyamura als Asuka Langley Soryu
- 2006: Firewall – Mary Lynn Rajskub als Janet Stone
- 2006: Über Nacht Familienvorstand – Lacey Chabert als Olivia Martin
- 2007: P.S. Ich liebe Dich – Nellie McKay als Ciara
- 2008: Urmel voll in Fahrt als Babu
- 2009: Evangelion: 2.22 – You Can (Not) Advance. – Yuuko Miyamura als Asuka Langley Shikinami
- 2010: Einfach zu haben – Aly Michalka als Rhiannon Abernathy
- 2010: Kiss & Kill – LeToya Luckett als Amanda
- 2011: Meine erfundene Frau – Brooklyn Decker als Palmer Dodge
- 2012: Evangelion: 3.33 – You Can (Not) Redo. – Yuuko Miyamura als Asuka Langley Shikinami
- 2013: Thor – The Dark Kingdom – Talulah Riley als Krankenschwester

### Serien
- 1995–1996: Wendy – Natalie Dennis als Bianca
- 2001: Digimon 02 – Rio Natsuki als Miyako Inoue/Yolei
- 2001–2007: Andromeda – Laura Bertram als Trance Gemini
- 2002: Azumanga Daioh – Chieko Higuchi als Tomo Takino
- 2004–2005: Detektiv Conan – Naoko Matsui als Sonoko Suzuki (2. Stimme)
- 2004–2007, 2012–2019: Winx Club – Jennifer Cody als Darcy
- 2005: Firefly – Der Aufbruch der Serenity – Summer Glau als River Tam
- 2005: Boston Public – Stacy Hogue als Kelly O'Toole
- 2005: Boston Public – Cara DeLizia als Marcy Kendall
- 2005–2010: 24 – Mary Lynn Rajskub als Chloe O'Brian
- 2006: Navy CIS – Olivia Burnette als Sarah Lowell
- 2007: Ghost Whisperer – Stimmen aus dem Jenseits – Tamara Braun als Brenda Sanborn
- 2007–2010: Die Schule der kleinen Vampire als Sunshine Polidori
- 2008: Code Geass als Kallen Kuzuki
- 2008: Neon Genesis Evangelion – Yuuko Miyamura als Asuka Langley Soryu
- 2008–2010: Ehe ist… – Kat Foster als Steph Woodcock
- 2008–2010: Grey’s Anatomy – Gloria Garayua als Dr. Graciella Guzman
- 2009: Ghost Whisperer – Stimmen aus dem Jenseits – Ogy Durham als Penny
- 2009–2011: Zack & Cody an Bord – Erin Cardillo als Emma Tutweiller
- 2010–2011: Vampire Diaries – Mia Kirshner als Isobel Flemming
- 2010–2013: Doctor Who – Karen Gillan als Amelia „Amy“ Pond
- 2011: Glee – Britney Spears als Britney Spears
- 2010–2015: Rookie Blue – Missy Peregrym als Andy McNally
- 2011–2016: Awkward – Mein sogenanntes Leben – Molly Tarlov als Sadie Saxton
- 2012: Grey’s Anatomy – Summer Glau als Schwester Emily Kovach
- 2012: Dexter – Kristen Miller als Trisha Billings
- 2012–2013: Sons of Anarchy – Olivia Burnette als Obdachlose
- 2012–2013, 2015: My Little Pony – Freundschaft ist Magie – Britt McKillip als Prinzessin Cadance (1. Stimme)

## Hörspiele
- 1988–1991: Fünf Freunde als Georgina „George“ Kirrin (Folgen 22–29)
- seit 1994: Wendy als Bianca
- 1997–2020: Bibi Blocksberg als Moni (Folgen 66–135)